# والتر ونک
والتر ونک (به آلمانی: Walther Wenck) (۱۸ سپتامبر ۱۹۰۰–۱ مه ۱۹۸۲) نظامی بلندپایه آلمانی در دوره رایش سوم بود که در جریان جنگ جهانی دوم غالباً در جایگاه‌های ستادی خدمت کرد. ونک عموماً به جهت نقشی که در نبرد برلین در پایان جنگ داشت شناخته می‌شود.

## سال‌های اولیه
والتر ونک روز ۱۸ سپتامبر سال ۱۹۱۸ در ویتنبرگ به دنیا آمد. سال ۱۹۱۱ به دانشکده نظامی ناومبورگ رفت و سال ۱۹۱۸ وارد دانشکده افسری گروس‌لیشترفلده شد. پس از خدمت در فرایکور، روز ۱ مه سال ۱۹۲۰ به عنوان درجه‌دار به رایشسور پیوست. خدمت فعال خود را در هنگ ۵ پیاده‌نظام در اشتتین آغاز کرد و سپس به هنگ نخبه ۹ پیاده‌نظام در پوتسدام منتقل شد. روز ۱ فوریه سال ۱۹۲۳ با درجه ستوان دوم به سلک افسران درآمد.
ونک با درجه ستوان یکم ماه مه سال ۱۹۳۳ به گردان ۳ شناسایی موتوریزه منتقل گشت. پس از ترفیع به درجه سروان در سال ۱۹۳۴، دوره ستاد کل را گذراند و سال ۱۹۳۶ به ستاد نیروهای زرهی در برلین منتقل شد. روز ۱ مارس سال ۱۹۳۹ به درجه سرگرد ترفیع یافت و به عنوان افسر عملیات‌های به لشکر یکم زرهی در وایمار ملحق گردید.

## جنگ جهانی دوم
با آغاز جنگ جهانی دوم در ماه سپتامبر سال ۱۹۳۹، ونک در جریان نبرد لهستان و نبرد فرانسه در همان لشکر یکم زرهی خدمت کرد و از ناحیه پا زخم برداشت. به جهت عملکرد شایسته در این مدت روز ۱ دسامبر سال ۱۹۴۰ به درجه سرهنگ دوم ترفیع گرفت. در تهاجم آلمان به شوروی از روز ۲۲ ژوئن سال ۱۹۴۱ ونک همچنان افسر علمیات‌های لشکر یکم زرهی بود و در پیشروی به سمت لنینگراد و سپس نبرد مسکو حضور داشت. لشکر ماه دسامبر به محاصره دشمن افتاد اما توانست با طرحی که ونک ریخت، خود را بیرون بکشد. در تقدیر از این عملکرد صلیب آلمانی طلایی به او اعطا شد. دو ماه بعد به دانشکده جنگ رفت تا مدل‌سازی از تجربیات خود، افسران ستادی را آموزش دهد.
ونک روز ۱ ژوئن سال ۱۹۴۲ به درجه سرهنگ ترفیع گرفت و ماه سپتامبر به عنوان رئیس ستاد سپاه ۵۷ زرهی در جبهه شرقی برگزیده شد. در این زمان سپاه در قالب مورد آبی در حال پیشروی در ناحیه روستوف-نا-دونو در جنوب روسیه بود و سپس به سمت قفقاز پیش رفت. ونک در جریان نبرد استالینگراد به ارتش سوم رومانی ملحق و رئیس ستاد آن شد. این یگان از پیش ضربه سختی در قابل حمله ارتش سرخ متحمل شده بود. ونک توانست نیروهای متفرق باقی مانده آن را به صورت یگان‌هایی با شمول برخی قوای آلمانی گرد آورد. فیلدمارشال اریش فون مانشتاین، فرمانده گروه ارتش دن او را مسئول جلوگیری از عبور دشمن به سمت روستوف و حفظ خط رودهای چیر و دن کرد تا از محاصره گروه ارتش آ در شمال قفقاز جلوگیری شود. ونک توانست به خواسته فون مانشتاین جامه عمل بپوشاند و به دشمن اجازه رخنه در خود را نداد. بدین جهت روز ۲۸ دسامبر سال ۱۹۴۲ مفتخر به دریافت نشان عالی صلیب شوالیه صلیب آهنین شد. روز بعد به عنوان رئیس ستاد گروه عملیاتی هولیت منصوب گشت.
ترفیع درجات:
- ۱ فوریه ۱۹۲۳: ستوان دوم
- ۱ فوریه ۱۹۲۸: ستوان یکم
- ۱ مه ۱۹۳۴: سروان
- ۱ مارس ۱۹۳۹: سرگرد
- ۱ دسامبر ۱۹۴۰: سرهنگ دوم
- ۱ ژوئن ۱۹۴۲: سرهنگ
- ۱ فوریه ۱۹۴۳: سرتیپ
- ۱ آوریل ۱۹۴۴: سرلشکر
- ۱ آوریل ۱۹۴۵: سپهبد (ژنرال نیروهای زرهی)

ونک روز ۱ فوریه سال ۱۹۴۳ به درجه سرتیپ ترفیع گرفت و روز ۱۱ مارس رئیس ستاد ارتش یکم زرهی شد. این ارتش پس از تجربه نبردهای شدید، ماه مارس سال ۱۹۴۴ در ناحیه کامیانتس-پودیلسکی در نزدیکی رود دنیستر به محاصره افتاد. این بار نیز ونک نقش بزرگی در رهاندن نیروهای در محاصره ایفا کرد. بدین مجدداً ترفیع جایگاه گرفت و رئیس ستاد گروه ارتش جنوب اوکراین و روز ۱ آوریل سرلشکر شد. چهار ماه بعد به عنوان معاون رئیس ستاد کل نیروی زمینی و رئیس بخش عملیات‌های فرماندهی عالی نیروی زمینی آلمان منصوب گردید. در این جایگاه مستقیماً به آدولف هیتلر گزارش می‌داد. صراحت کلام او در شرح وضعیت وخیم جبهه شرقی مورد پسند پیشوا بود.
ماه فوریه سال ۱۹۴۵ نیروهای شوروی در بدنه اصلی خاک آلمان به رود اودر رسیدند. قرار بر اجرای یک ضد حمله توسط گروه ارتش ویستولا به فرماندهی رایسش‌فورر هاینریش هیملر به جناحین این حرکت شد. با اصرار ارتشبد هاینتس گودریان، رئیس ستاد کل نیروی زمینی، ونک به عنوان رئیس ستاد این گروه ارتش مسئول هدایت این ضد حمله شد. هماهنگ‌سازی‌ها او در ابتدا موفقیت‌هایی کسب نمود. او مکرر فاصله طولانی بین خط مقدم و قرارگاه فرماندهی عالی در برلین را جهت شرکت در کنفرانس‌های توجیهی طی می‌کرد. روز ۱۴ فوریه در مسیر اتوبان برلین-اشتتین فرمان خودرو را از راننده که از خستگی از حال رفته بود، گرفت اما خود نیز پشت فرمان به خواب رفت. خودرو از جاده بیرون رفت و به دیواره پلی که روی آن بود، برخورد نمود. راننده او را از لاشه خودرو بیرون کشید و لباس‌هایش را که آتش گرفته بود، خاموش کرد. ونک در این حادثه متحمل شکستگی جمجمه و پنج دنده در قفسه سینه خود شد. با بستری شدن او در بیمارستان، ضد حمله آلمانی‌ها در نهایت ناکام ماند.

### نبرد برلین
ونک در همان حال بهبودی روز ۱ آوریل سال ۱۹۴۵ به درجه سپهبد (ژنرال نیروهای زرهی) نائل آمد. پس از تشکیل ارتش دوازدهم، فرماندهی آن به او که هنوز آثار جراحت بر خود داشت، محول گشت. این ارتش تانکی در اختیار نداشت و ادوات ضدتانک آن اندک بود. در ابتدا در مقابل آمریکایی‌ها مستقر بود اما روز ۲۰ آوریل فرمان به چرخش به سمت شرق گرفت تا با حمله به نیروهای شوروی ارتش نهم را از محاصره نجات دهد. روز ۲۲ آوریل فیلدمارشال ویلهلم کایتل، رئیس فرماندهی عالی ورماخت دیداری از قرارگاه ونک داشت و از او خواست به دستور هیتلر به همراه ارتش نهم بلافاصله به سمت برلین حمله ببرد تا محاصره آن را بشکند. با وجود وخامت شدید اوضاع، او یورشی به پوتسدام صورت داد تا به ارتش نهم متصل شود. روزهای کایتل برخواسته پیشین خود تأکید کرد. ونک به شکل خارق‌العاده‌ای در خط مقدمی کم عرض به پوتسدام رسید اما دیگر نیرویی برای ادامه نداشت. توانست مواضع خود را تا روز ۱ مه حفظ کند تا این که ارتش نهم محاصره خود را شکست و به ارتش دوازدهم متصل شد. ونک نیروهای خود گرد آورد و با هزاران غیرنظامی رو به مناطق غربی رفت. از رود البته گذشت و روز ۷ مه سال ۱۹۴۵ تسلیم آمریکایی‌ها شد.

## پس از جنگ
ونک پس از جنگ در یک جایگاه مدیریتی میانی در یک شرکت تجاری در بوخوم مشغول گردید. با موفقیت در این حوزه سال ۱۹۵۳ جزو هیئت مدیره یک شرکت بزرگ صنعتی و سال ۱۹۵۵ مدیر عامل آن شد. اواخر دهه ۱۹۶۰ بازنشسته شد. سپهبد والتر ونک در نهایت روز ۱ مه سال ۱۹۸۲ در اثر یک تصادف رانندگی در سن ۸۱ سالگی درگذشت.